# Яла (заповідне урочище)
Яла — заповідне урочище місцевого значення. Об'єкт розташований на території Рожнятівського району Івано-Франківської області, Бистрицьке лісництво, квартал 10, виділ 16.
Площа — 6,8000 га, статус отриманий у 1988 році.